# Trần Văn Trung (kiểm sát viên)
Trần Văn Trung (sinh năm 1961) là kiểm sát viên cao cấp người Việt Nam. Năm 2012, ông được Chủ tịch nước Cộng hòa xã hội chủ nghĩa Việt Nam Trương Tấn Sang bổ nhiệm chức danh Kiểm sát viên Viện kiểm sát nhân dân tối cao. Ông có bằng tiến sĩ, hiện giữ chức vụ Cục trưởng Cục Thống kê tội phạm và Công nghệ thông tin (Cục 2), Viện kiểm sát nhân dân tối cao Việt Nam, thành viên Hội đồng khoa học Viện kiểm sát nhân dân tối cao.

## Tiểu sử
Trần Văn Trung sinh năm 1961.
Ông có bằng Tiến sĩ.
Năm 2008, Trần Văn Trung giữ chức vụ Phó Viện trưởng Viện khoa học kiểm sát, Viện kiểm sát nhân dân tối cao.
Ngày 29 tháng 3 năm 2012, Chủ tịch nước Việt Nam Trương Tấn Sang ký Quyết định số 401/QĐ-CTN bổ nhiệm lại chức danh Kiểm sát viên Viện kiểm sát nhân dân tối cao cho 8 người, trong đó có Trần Văn Trung.
Từ tháng 5 năm 2013, Trần Văn Trung là Cục trưởng Cục Thống kê tội phạm và Công nghệ thông tin, Viện Kiểm sát nhân dân tối cao.

Tháng 9 năm 2018, Trần Văn Trung là Kiểm sát viên cao cấp, Cục trưởng Cục Thống kê tội phạm và Công nghệ thông tin, Viện Kiểm sát nhân dân tối cao.
Từ ngày 28 tháng 2 năm 2019, Hội đồng khoa học Viện kiểm sát nhân dân tối cao được thành lập theo Quyết định số 57/QĐ-VKSTC ngày 28/02/2019 của Viện trưởng Viện kiểm sát nhân dân tối cao Việt Nam Lê Minh Trí, Tiến sĩ Trần Văn Trung, lúc này là Cục trưởng Cục Thống kê tội phạm và công nghệ thông tin (Cục 2), VKSNDTC là một trong 19 thành viên hội đồng.